# La Estancita, San Juanito de Escobedo
La Estancita är en ort i Mexiko.   Den ligger i kommunen San Juanito de Escobedo och delstaten Jalisco, i den centrala delen av landet, 500 km väster om huvudstaden Mexico City. La Estancita ligger 1 351 meter över havet och antalet invånare är 656.
Terrängen runt La Estancita är kuperad söderut, men norrut är den platt. Runt La Estancita är det ganska tätbefolkat, med 65 invånare per kvadratkilometer. Närmaste större samhälle är Ahualulco de Mercado, 4,6 km sydost om La Estancita. Trakten runt La Estancita består till största delen av jordbruksmark.